# Pristen corusca
Pristen corusca är en fjärilsart som beskrevs av Ronald W. Hodges 1964. Pristen corusca ingår i släktet Pristen och familjen fransmalar. Inga underarter finns listade i Catalogue of Life.